# Municipio Guajira

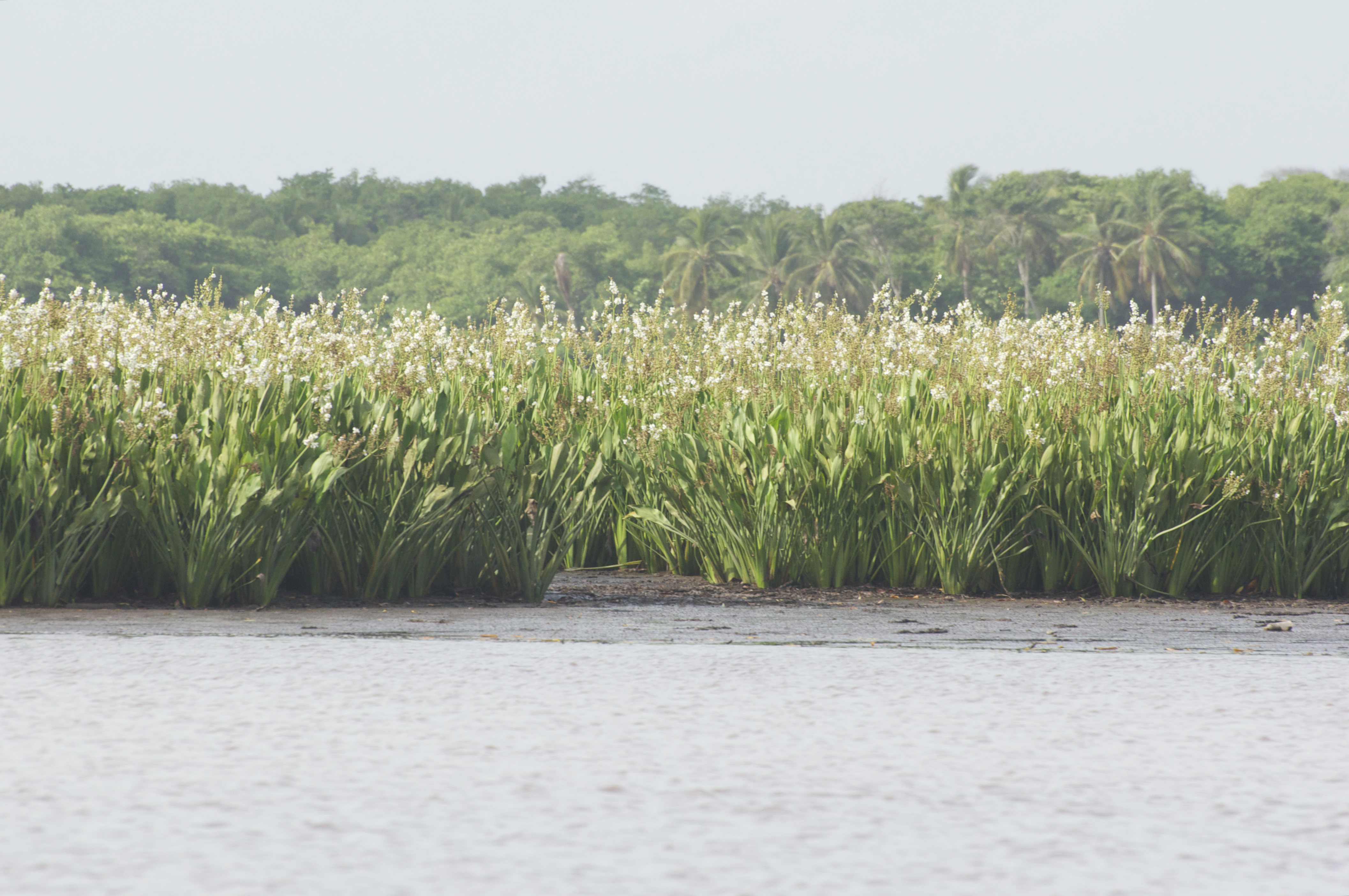
Vegetación en Sinamaica.

El municipio Guajira (en Idioma wayú: Mmakat Wajiira; u oficialmente Municipio Indígena Bolivariano Guajira) es uno de los 21 municipios del Estado Zulia, en Venezuela. Ubicado al norte del estado, con una superficie de 2369 km², y una población de 88 020 habitantes (censo 2023). Su capital es Sinamaica. El municipio está dividido en 4 parroquias.

## Historia
Los primeros pobladores de la zona son los aborígenes de la etnia Wayú, quienes sostuvieron una tenaz resistencia a los intentos españoles de colonización, la aridez y el aislamiento del territorio los ayudó a permanecer libres y auténticos hasta la actualidad.
- 1500 Alonso de Ojeda funda la Gobernación de Coquivacoa de breve duración.
- 1739 La Guajira pasa a manos del Virreinato de la Nueva Granada
- 1777 la Provincia de Maracaibo pasa a ser parte de la Capitanía General de Venezuela.
- 1792 La Guajira pasa a ser parte de la Provincia de Maracaibo y de la Capitanía General de Venezuela.
- 1864 se crea el Territorio Federal Guajira.
- 1876 se crea la parroquia Páez como división del Cantón Maracaibo.
- 1893 se reintegra el territorio federal Guajira al Estado Soberano del Zulia.
- 1904 se crea el Distrito Páez.
- 1989 se crea el Municipio Páez.
- 2010 es aprobado en referéndum el cambio de nombre a Municipio Guajira.
- El 7 de septiembre de 2015 el presidente venezolano, Nicolás Maduro declara parcialmente un estado de excepción en el estado fronterizo del Zulia, por la crisis diplomática con Colombia originado por los acontecimientos ocurridos en el Estado Táchira, siendo esta entidad municipal uno de los tres municipios afectados por la medida presidencial.[4]

### Toponimia
La jurisdicción toma su nombre del territorio ancestral del pueblo indígena americano wayúu que en su lengua nativa es llamada Wo'Main (Nuestra Tierra), pero en el idioma español se le ha denominado La Guajira. Este municipio se conoció como Territorio Federal Guajira entre 1864 y 1893, entre 1904 y 1989 fue llamado Distrito Páez y desde 1989 hasta el año 2010 como Municipio Páez en honor al prócer de la independencia y presidente de Venezuela José Antonio Páez 1790 - 1873.
Después de una consulta entre los habitantes en 2010 el 81,7% de quienes votaron apoyó el cambio de Páez a Guajira.

## Geografía
El clima es cálido y árido, con escasas precipitaciones a lo largo del año, predominando la vegetación xerófila.
Posee suelos característicos de bosque muy seco, con presencia de maleza, manglares y un relieve predominantemente plano.
El municipio es un importante productor de ganado ovino y caprino, así como de rubros agrícolas como tomates, pimentón y melón.

### Organización parroquial
| Parroquia           | Superficie | Población   | Densidad       | Capital     |
| ------------------- | ---------- | ----------- | -------------- | ----------- |
| Alta Guajira        | 519 km²    | 9.050 hab.  | hab./km²       | Cojoro      |
| Elías Sánchez Rubio | 499 km²    | 13.526 hab. | hab./km²       | El Molinete |
| Guajira             | 1040 km²   | 49.018 hab. | hab./km²       | Paraguaipoa |
| Sinamaica           | 311 km²    | 16.426 hab. | hab./km²       | Sinamaica   |
| Municipio Guajira   | 2.369 km²  | 88.020 hab. | 27,67 hab./km² | Sinamaica   |

Nota: en el año 2010 la parroquia Goajira, cambia de nombre y pasa a denominarse Guajira.

### Centros poblados

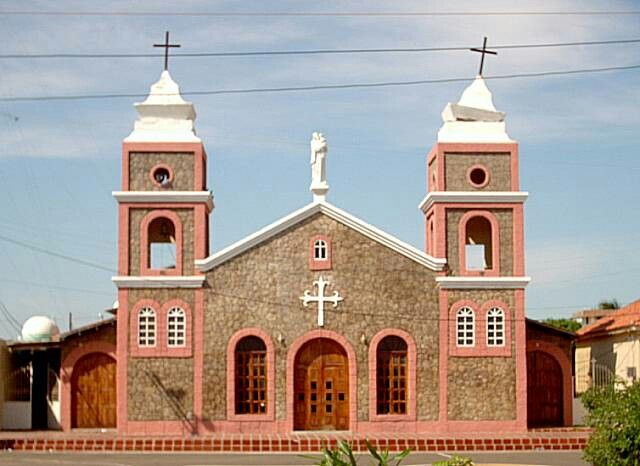
Iglesia de San José, Paraguaipoa.

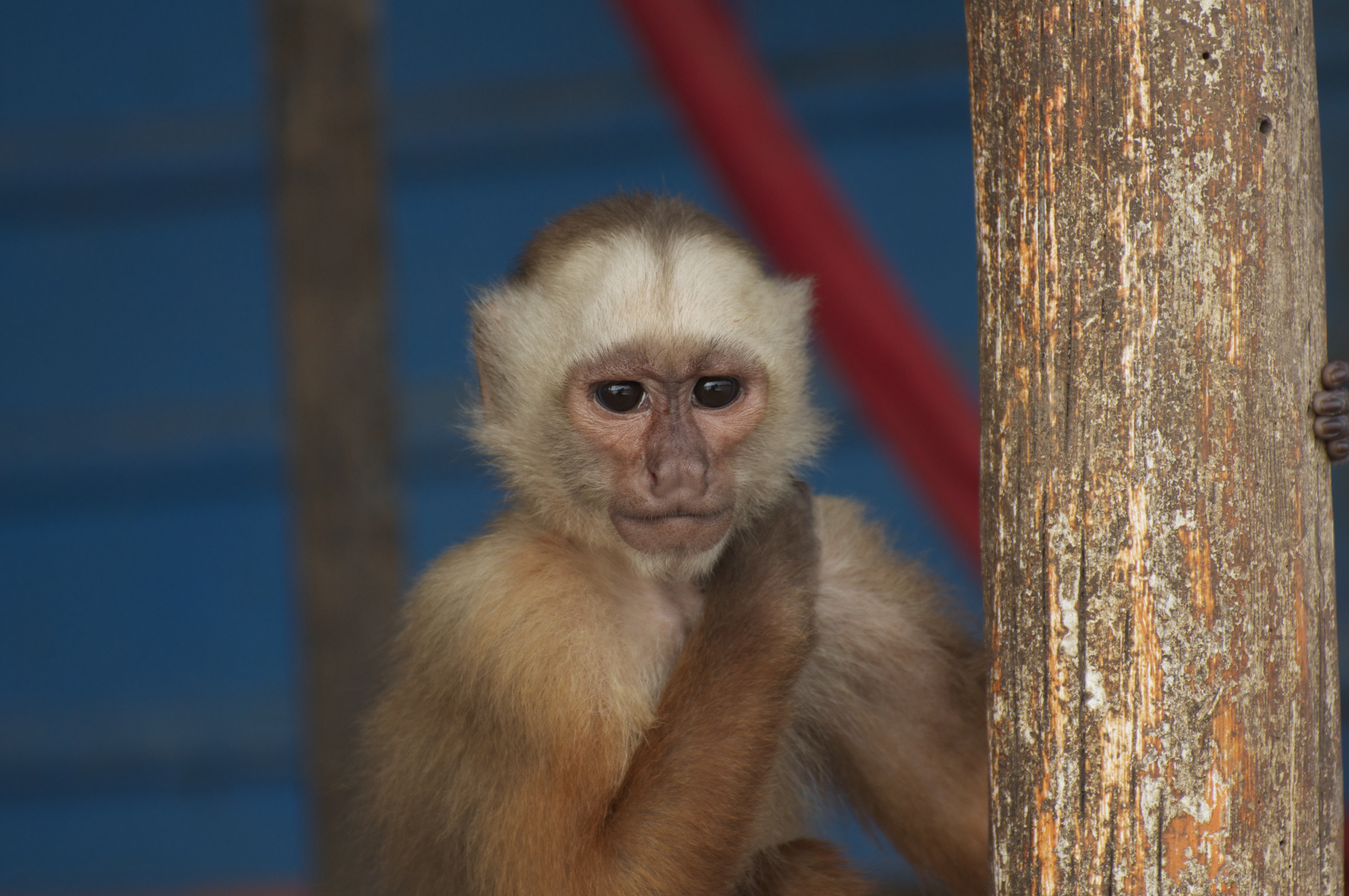
Mono en el Río Limón.

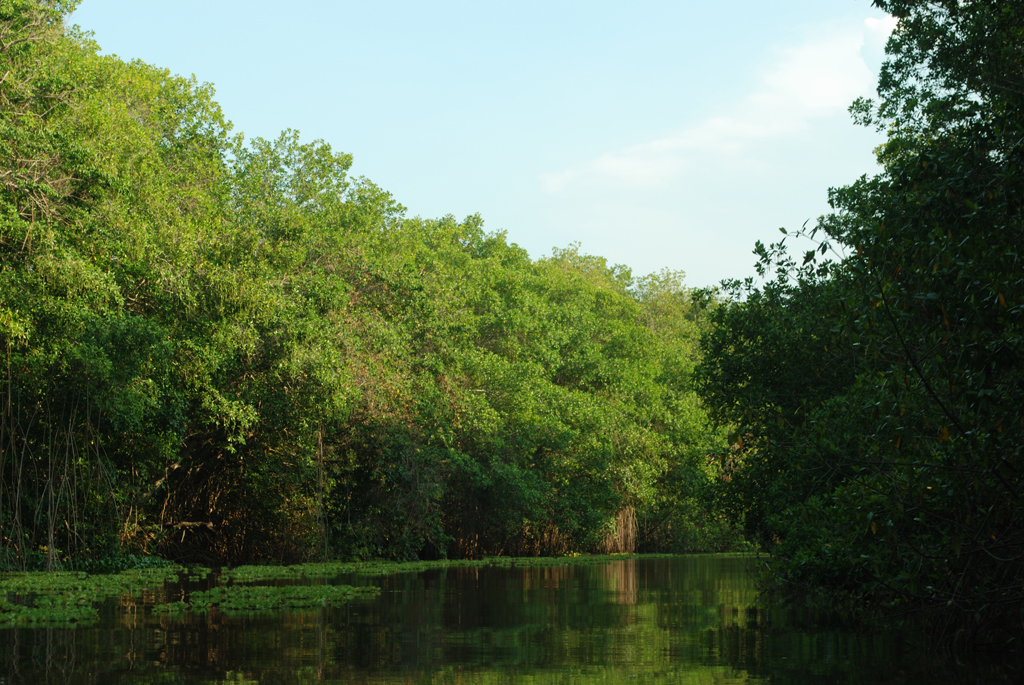
Manglares de la Laguna de Sinamaica

- Sinamaica
- Penesote
- Neima
- Caserío Los Robles
- Castilletes
- Paraguaipoa
- Molinete
- Guincua
- Parsua
- Guasápatu
- Cojoro
- La Punta
- Moina
- Guarero
- Jurubá
- Las Guardias
- Los Mochos
- Entrada de Caimarechico
- El Dividive
- Los Filuos
- Bella Vista
- Los Médanos
- Las Pitias
- El Arroyo
- Las Parchitas
- El Matapalo
- Sector Peña
- El Uverito
- El Guanábano
- La Curva
- Calabazo
- El Cañito
- El Relámpago
- Los Cocos
- Carraipia
- Los Puertecitos
- La Rita
- El Botoncillo
- Sector La Ye
- Los Hermanitos

##### Parroquia Elias Sánchez Rubio
- Molinete
- El Cero
- Puerto Rosa
- El Escondido
- Iruamana
- Los Manantiales
- Las Trojas
- Japoncito
- La Turcala

##### Parroquia Guajira
- Guana
- Carretal
- Caujarito
- Guarero

## Economía
Las principales actividades son el comercio internacional siendo un municipio fronterizo con Colombia, contrabando de combustible con ganancia en moneda extranjera , víveres y otros productos.

### Turismo

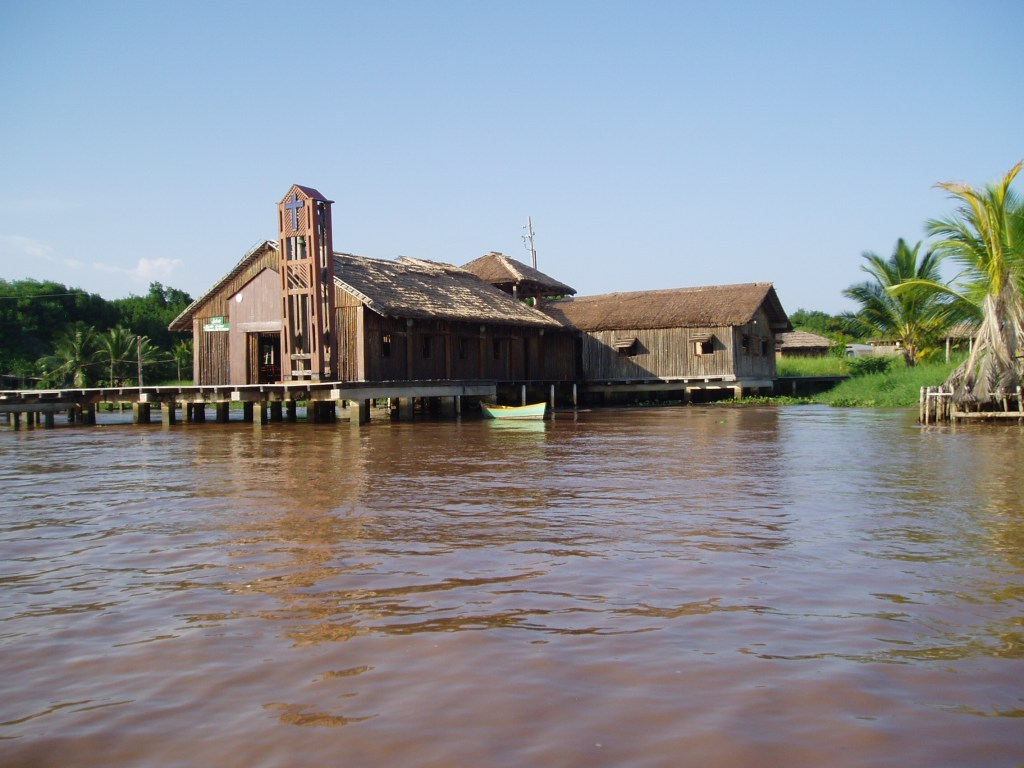
Iglesia de Nuestra Señora del Carmen, construida en forma de palafito, construcción típíca del Municipio Guajira.

El turismo es otra de las principales actividades económicas, siendo las playas de Caimare Chico en el Golfo de Venezuela uno de los sitios más visitados por los temporadistas. También esta la Laguna de Sinamaica que es considerado uno de los lugares más importantes para el turismo regional, tanto por sus atractivos y bellezas naturales como por ser el punto de asentamiento de la etnia "Añu – Paraujana", quienes aún mantienen, en gran parte, su cultura viva (lengua y manifestaciones). En la laguna, se conjugan exóticos paisajes de gran belleza y parte de nuestra historia, que enaltece la identidad, por ser allí donde se gestan los orígenes del venezolano y donde se mantienen los Añú como presencia de nuestro pasado.
Sus habitantes, quienes han desarrollado sus viviendas llamadas palafitos en las aguas de la Laguna, viven básicamente de la pesca, artesanía, turismo, agricultura y comercio. En pleno corazón de la laguna, está ubicado el Parador Turístico de Corpozulia, donde el visitante puede admirar las bellezas del sector y disfrutar de comida sana y recreación.

## Símbolos

Bandera del Municipio Guajira (1991-1995).

### Bandera
La bandera del Municipio Guajira, fue seleccionada a través de un concurso en el mes de marzo de 1991, emblema presentado por el señor Oved Hernández que resulta de la combinación de factores: culturales, tradicionales, históricos y naturales de la zona. Para ella, la Plena Cámara Municipal en sesión extraordinaria de fecha 15 de julio del mismo año; acordó por mayoría absoluta incoar expediente para la adopción de la bandera municipal bajo la presidencia del señor José Tarsicio Pérez a dicha cámara edilicia.

Bandera del Municipio Guajira (1995-Actualidad).

Se crea la bandera del municipio Guajira, con el objetivo de dar vistosidad y claridad de la participación de la municipalidad en los diversos actos patrióticos y cívicos que se realicen en jurisdicción de este municipio, como también con el fin de perpetuar los hechos más relevantes y peculiares de su historia.
El color amarillo, de la franja superior la Bandera, representa la aridez del suelo wayuu y del sol ardiente, característico de esta región. 
El color blanco, de la franja central de la Bandera, representa los espejos de sal, recurso mineral que posee el municipio, constituyéndose en fuente de empleo para sus habitantes. 
El color azul, de la franja inferior de la Bandera, simboliza las aguas del Mar Caribe, que bordean al municipio, puerta de entrada a nuestro país, que provee de ingresos: Turístico, culturales, y económicos; y, puente internacional con otras Naciones.
Las tres estrellas ubicadas en la franja central, de color blanco, de la bandera, representan las cuatro parroquias que conforman a nuestro municipio Guajira: Parroquia Sinamaica; Parroquia Guajira; Parroquia Elías Sánchez Rubio; y, Parroquia Alta Guajira. En la franja amarilla de la Bandera, del lado del Asta, lleva el Escudo de Armas del municipio Guajira.
La Bandera del municipio Guajira, fue creada por el artista plástico Oved Hernández, un indígena wayuu, con un espíritu creativo, nacido el 6 de marzo de 1954 en la comunidad de Moina, Parroquia Guajira, del municipio Guajira del estado Zulia; y fue aprobada, por la Cámara Municipal, en el año 1991. 
En su diseño original, solo tenía tres estrellas, debido a que para ese entonces no se había creado la Parroquia Alta Guajira, corrección que se hace, con la adición de una cuarta estrella, en representación de la Parroquia Alta Guajira, con la sanción y promulgación de la presente ordenanza.

### Himno
El Himno del municipio indígena bolivariano Guajira, está compuesto por un coro y cuatro estrofas que reflejan el sentir histórico, patriótico, geográfico y religioso de los pueblos Wayuu y Añú, cuya letra corresponde al ciudadano Jorge Eliécer Morales Ríos, nacido el 27 de mayo de 1948 en la población de Sinamaica, hijo de los señores Luís Enrique Morales (+) y la señora Maria Ríos de Morales. El Himno del municipio Guajira del estado Zulia, fue aprobado por El Concejo Municipal Guajira, en Sesión Ordinaria, celebrada el día 13 de marzo de 2007, siendo su Presidente el Licenciado Andrés Enrique Fuenmayor Chacín.

I
Guajira de encantos y bellezas De húmedas tierras tropicales Con majestuosos manglares Y naturales riquezas ¡Oh! Hermosísima princesa De noble estirpe madre indiana Patria altiva y soberana Cuna de grandes proezas.
Coro
Y cual cálida e indómita Tierra Que fecunda y aflora la esperanza Nuestra gente con firmeza siempre avanza Porque con fuerza el Wayuu y Añú se aferran Por la unión con la sangre Europea Blancos, negros, guajiros y paraujános Compartimos todos juntos como hermanos Nuestra identidad que orgullosa campea.
II
Y desde el limón a Castilletes El bravío zorro guajiro De las etnias ha surgido Símbolo del componente En frontera esguarnecido Fiel guardián de soberanía En permanente recorrido Forjar la paz, tierra mía.
III
Por extensas sabanas y senderos Tus playas, ríos y mar Con tus espejos de sal Y tus verdes cocoteros Le muestras al mundo entero Al Guasare y su gran caudal Comunas de eneas sin par ¡Oh! Pueblo noble sincero.
IV
Karouya, blanca luminosa Encendida de mágico calor Regazo del pescador Y canto de aves hermosas Alfombrada de arenas y rosas De graciosa y sencilla pincelada Una laguna encantada Cielo de versos y prosas.

## Cultura
La mayoría de los habitantes del municipio pertenecen a la etnia Wayú, quienes han conservado su cultura ancestral, adaptando la tecnología moderna a sus necesidades, constituyendo un modelo de conservación de identidad por parte de un pueblo aborigen.

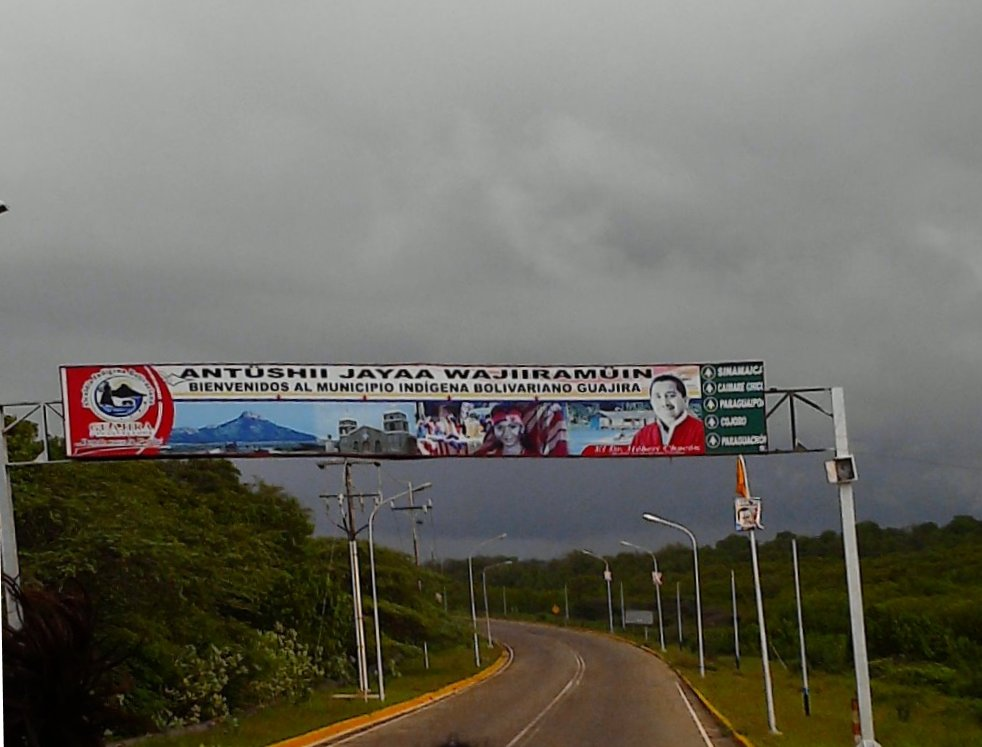
Señal bilingüe de bienvenida al Municipio Guajira, en español y wayú.

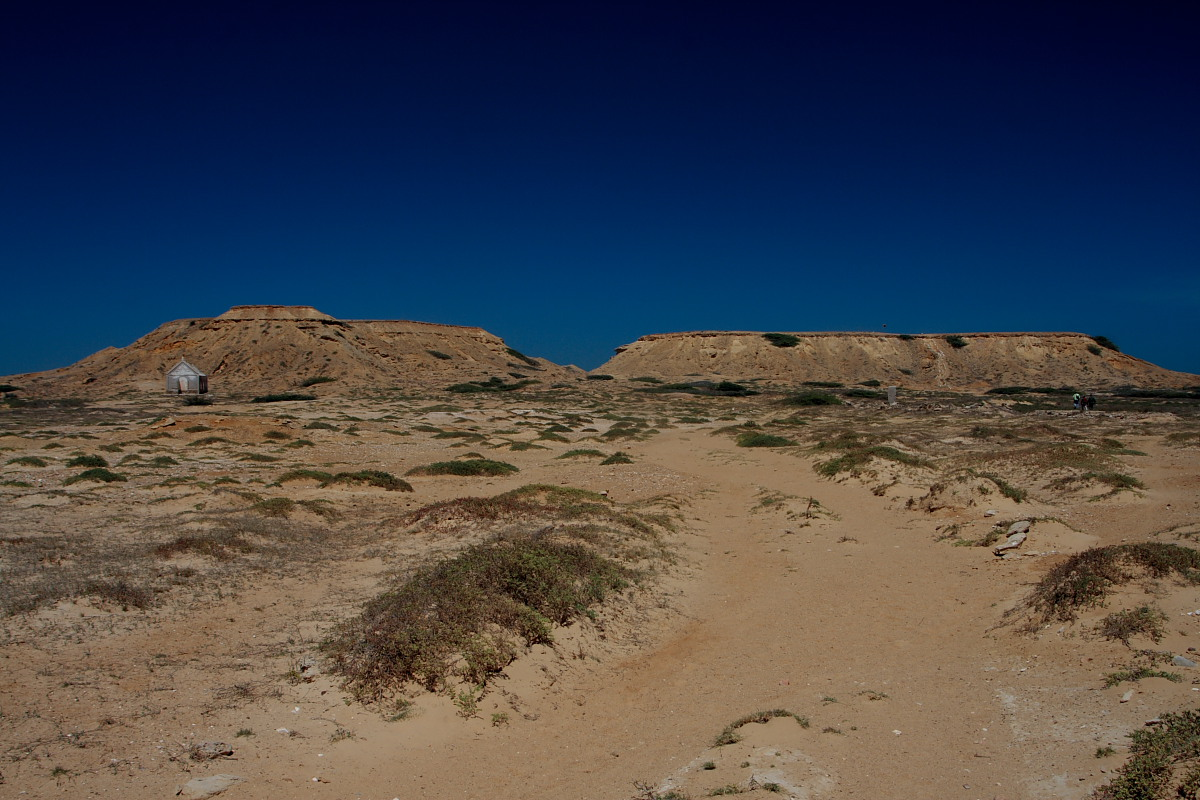
Morros de Castilletes en el extremo norte del Municipio Guajira, Venezuela.

## Política y gobierno
El municipio elige cada 4 años un alcalde que es el responsable del gobierno municipal, este es asesorado por un gabinete de secretarios que son funcionarios de libre nombramiento y remoción por parte del alcalde. El presupuesto es aprobado por el concejo municipal también electo cada 4 años.

### Alcaldes
| Período     | Alcalde           | Partido político / Alianza | % de votos | Notas |
| ----------- | ----------------- | -------------------------- | ---------- | --- |
| 1989 - 1992 | Antonio Fuenmayor |                            | 37,19      | Primer alcalde bajo elecciones directas |
| 1992 - 1995 | Antonio Fuenmayor |                            | 45,17      | Reelecto |
| 1995 - 2000 | Angel Durán       |                            | -          | Segundo alcalde bajo elecciones directas (se realizaron elecciones generales adelantadas en el 2000 debido a la aprobación de la Constitución de 1999) |
| 2000 - 2004 | Eduardo González  |                            | 33,00      | Tercer alcalde bajo elecciones directas |
| 2004 - 2008 | Hebert Chacón     |                            | 40,20      | Cuarto alcalde bajo elecciones directas |
| 2008 - 2013 | Hebert Chacón     |                            | 54,95      | Reelecto (Se postergan 1 año las elecciones municipales pautadas para finales del 2012)                                                                |
| 2013 - 2017 | Hebert Chacón     |                            | 49,11      | Reelecto |
| 2017 - 2021 | Indira Fernández  |                            | 76,06      | Quinta alcaldesa bajo elecciones directas |
| 2021 - 2025 | Indira Fernández  |                            | 53,28      | Reelecta |
| 2025        | Ali Fernández     |                            | -          | Designado por el Concejo Municipal tras la detención de Indira Fernández.                                                                              |

### Concejo municipal
Período 1989 - 1992
| Concejales:           | Partido político / Alianza |
| --------------------- | -------------------------- |
| Delmo López           | COPEI                      |
| Hernan Pocaterra      | COPEI                      |
| Manuel Antonio Correa | COPEI                      |
| Francisco Reinoso     | AD                         |
| Fulgencio Reverol     | AD                         |
| Hermito Polanco       | LGP                        |
| Hebert Chacón         | LGP                        |

Período 1992 - 1995
| Concejales:           | Partido político / Alianza |
| --------------------- | -------------------------- |
| María Rodríguez       | AD                         |
| Jorge González        | AD                         |
| Samuel González       | AD                         |
| Denice Socorro        | AD                         |
| Manuel António Correa | COPEI                      |
| Olivia Silva          | COPEI                      |
| Isaias Fernández      | COPEI                      |
| Lenis Parmar          | MAS                        |
| Hermito Polanco       | MAS                        |

Período 1995 - 2000
| Concejales:       | Partido político / Alianza |
| ----------------- | -------------------------- |
| Eberth Chacón     | AD                         |
| Hermito Polanco   | AD                         |
| Andres Fuenmayor  | AD                         |
| Jorge Gonzalez    | AD                         |
| Francisco Reinoso | COPEI                      |
| Maria Rodríguez   | COPEI                      |
| Olivia Silva      | COPEI                      |
| José Atencio      | CONVERGENCIA               |
| Luzmila Montiel   | LCR                        |

Período 2013 - 2018
| Concejales       | Partido político / Alianza |
| ---------------- | -------------------------- |
| Indira Fernández | PSUV                       |
| Jesús Herrera    | PSUV                       |
| Olegario Castro  | PSUV                       |
| Jackson Castillo | PSUV                       |
| Wilmer Palmar    | PSUV                       |
| Berkeley Reverol | PSUV                       |
| Vicenta Morillo  | (Representación Indígena)  |

Período 2018 - 2021
| Concejales      | Partido político / Alianza |
| --------------- | -------------------------- |
| Lino Quintero   | PSUV                       |
| Deiby González  | PSUV                       |
| Beatriz Aguirre | PSUV                       |
| Nilfa González  | PSUV                       |
| Alvis Urdaneta  | PSUV                       |
| Yussemir Abreu  | PSUV                       |
| Vicenta Morillo | (Representación Indígena)  |

Período 2021 - 2025
| Concejales:       | Partido político / Alianza |
| ----------------- | -------------------------- |
| Lino Quintero     | PSUV                       |
| Yussemir Abreu    | PSUV                       |
| Alvis Urdaneta    | PSUV                       |
| Beatriz Aguirre   | PSUV                       |
| Antonio Méndez    | PCV                        |
| Olegario Castro   | MUD                        |
| Wolfang Fernandez | (Representación indígena)' |